# Neotiphys pionoidellus
Neotiphys pionoidellus är en kvalsterart som beskrevs av Herbert Habeeb 1957. Neotiphys pionoidellus ingår i släktet Neotiphys och familjen Pionidae. Inga underarter finns listade i Catalogue of Life.